# Род-Таун
Род-Таун (англ. Road Town) — столица Британских Виргинских островов, город, расположенный на острове Тортола. Город находится у подковообразной гавани Род-Харбор посередине южного побережья острова. Население города — около 9400 человек (2004).
Название происходит от морского термина «англ. the roads» — рейд, где суда могут стоять на якоре недалеко от берега. У моря был отвоёван участок площадью 67 акров под названием Викхэм-Бей (Wickham Bay), который стал центром туризма. Самое старое здание в городе — это бывшая королевская тюрьма на Мэйн-стрит (Main Street), построенная в 1840-е годы.
Город является одним из основных центров фрахтования яхт в Карибском бассейне.

## Границы города
Где именно начинается Род-Таун, неясно. При подъезде к городу с запада гостей города приветствует дорожный указатель у подножья холма Слэни (Slaney Hill). Однако традиционно считается, что сам город начинается от Род-риф (Road Reef) и Форт-Бёрт (Fort Burt), и что гостиница «Проспект Риф» (Prospect Reef Hotel, которая занимает почти всю территорию между ними) де-юре не относится к Род-Тауну.
При подъезде к Род-Тауну с востока также непонятно, начинается ли город с круга Порт-Пёрселл (Port Purcell) ниже Форт-Джорджа (Fort George), или в него всё же входит Боэрс-Бей (Baughers' Bay).
Форт-Бёрт и Форт-Джордж исторически обозначали западную и восточную границы города и пользовались защитой британской короны.